# Wernell Reneau
Wernell Reneau (nascido em 10 de abril de 1965) é um ex-ciclista olímpico belizenho. Representou sua nação nos Jogos Olímpicos de Verão de 1984, na prova de corrida individual em estrada.